# Piper carnistigmum
Piper carnistigmum är en pepparväxtart som beskrevs av C. Dc.. Piper carnistigmum ingår i släktet Piper och familjen pepparväxter. Inga underarter finns listade i Catalogue of Life.